# Chiesa di San Biagio della Fossa
La chiesa di San Biagio della Fossa è un luogo di culto cattolico scomparso di Roma, nel rione Ponte. Si trovava lungo la via omonima a pochi passi dalla chiesa di Santa Maria della Pace, all'incrocio tra le attuali via della Pace e vicolo degli Osti. Fu demolita attorno al 1820.

## Storia e descrizione
Incerta è l'identificazione di questa chiesa. Potrebbe corrispondere alla chiesa di sancti Blassi achariorum ricordata in una bolla di papa Urbano III del 1186 tra le chiese filiali di San Lorenzo in Damaso. Essa è menzionata nel catalogo di Cencio Camerario (fine XII secolo) al n. 301 con il nome di sancto Blasio de Circlo. Dal XV secolo assunse il nome di San Biagio della Fossa, nome che si è imposto nei secoli successivi: questo toponimo faceva riferimento ad una fossa che si trovava nel giardino annesso alla chiesa. Tuttavia nel catalogo di papa Pio V è chiamata San Biagio alla Pace, mentre in altre fonti del XVI secolo è denominata San Biagio de trivio, perché si trovava all'incrocio di tre strade (via della Pace, vicolo degli Osti e via di Monte Vecchio).
La chiesa era sede di una parrocchia. Nel 1569 divenne filiale del fonte battesimale di San Lorenzo in Damaso, il che significava che non aveva un battistero proprio, ma faceva riferimento a san Lorenzo. Nel 1626 acquisì i territori della soppressa parrocchia di San Nicola in Navona. Fu a sua volta soppressa il 26 agosto 1726 ed il suo territorio fu suddiviso fra le parrocchie di San Tommaso in Parione e dei Santi Simone e Giuda.
La chiesa fu restaurata una prima volta nel 1541 grazie alla munificenza del vescovo di Montepeloso Bernardino Tempestini.
Un altro restauro fu operato nel 1658, su iniziativa del parroco Agostino Albertini Romano: in questa occasione la facciata fu decorata con un affresco di Paolo Guidotti rappresentante il santo titolare. All'interno erano disposti tre altari: l'altare di destra era decorato con una tela dello stesso Guidotti raffigurante San Nicolò e Maria Vergine col bambino; sull'altare di sinistra v'era un quadro della Vergine Maria della Pietà, ritenuto all'epoca una copia del Carracci; all'altare maggiore infine era esposta una tela di un discepolo del Guidotti con il Miracolo di san Santo.
Un terzo restauro fu messo in opera nel 1725, anno in cui, in occasione del giubileo, la chiesa fu riconsacrata dal vescovo Domenico de Rossi, vescovo di Vulturara e Montecorvino. Soppressa la parrocchia la chiesa fu affidata dapprima alla confraternita dei Magazzinieri e poi a quella degli Osti. Per il giubileo del 1750 era possibile ottenere l'indulgenza nella chiesa dei Santi Biagio e Martino alla Pace dell'università degli osti e garzoni.
Durante l'occupazione francese di Roma, la chiesa fu sconsacrata e ridotta in misere condizioni, e poi fu demolita per la costruzione di un edificio abitativo.